# Alan Oliveira
Alan Fonteles Cardoso Oliveira (Belém, 21 agosto 1992) è un atleta paralimpico brasiliano amputato ad entrambe le gambe sotto il ginocchio, specializzato nella velocità. È allenato da Suzete Montavao.
Il 2 settembre 2012 ha vinto la medaglia d'oro nei 200 metri T44 con un tempo di 21"45 (nuovo record sudamericano), posizionandosi davanti ad Oscar Pistorius, detentore del titolo paralimpico di Pechino 2008 e del record del mondo di categoria. Prima delle gare Pistorius aveva espresso dei dubbi sulle protesi utilizzate da Cardoso, cinque centimetri più lunghe di quelle che adoperava fino al mese precedente e che secondo lui amplierebbero il raggio della falcata. Il CPI comunque, dopo aver ascoltato Pistorius, ha diramato una nota ufficiale in cui attestava la regolarità della gara.

## Palmarès
| Anno | Manifestazione       | Sede         | Evento              | Risultato | Prestazione | Note                |
| ---- | -------------------- | ------------ | ------------------- | --------- | ----------- | ------------------- |
| 2008 | Giochi paralimpici   | Pechino      | 4×100 metri T42-T46 | Argento   | 45"25       |                     |
| 2011 | Mondiali paralimpici | Christchurch | 100 metri T43-T44   | Bronzo    | 11"43       |                     |
| 2011 | Mondiali paralimpici | Christchurch | 4×100 metri T42-T46 | Bronzo    | 43"43       |                     |
| 2012 | Giochi paralimpici   | Londra       | 200 metri T44       | Oro       | 21"45       | Record sudamericano |